# Зал Гастон Медесін
Зал Гастон Медесін або Зал Омніспорт (повна назва: фр. Stade Louis II Salle Omnisports Gaston Médecin) — багатофункціональний зал у районі Фонв'єй Князівства Монако.

## Історія

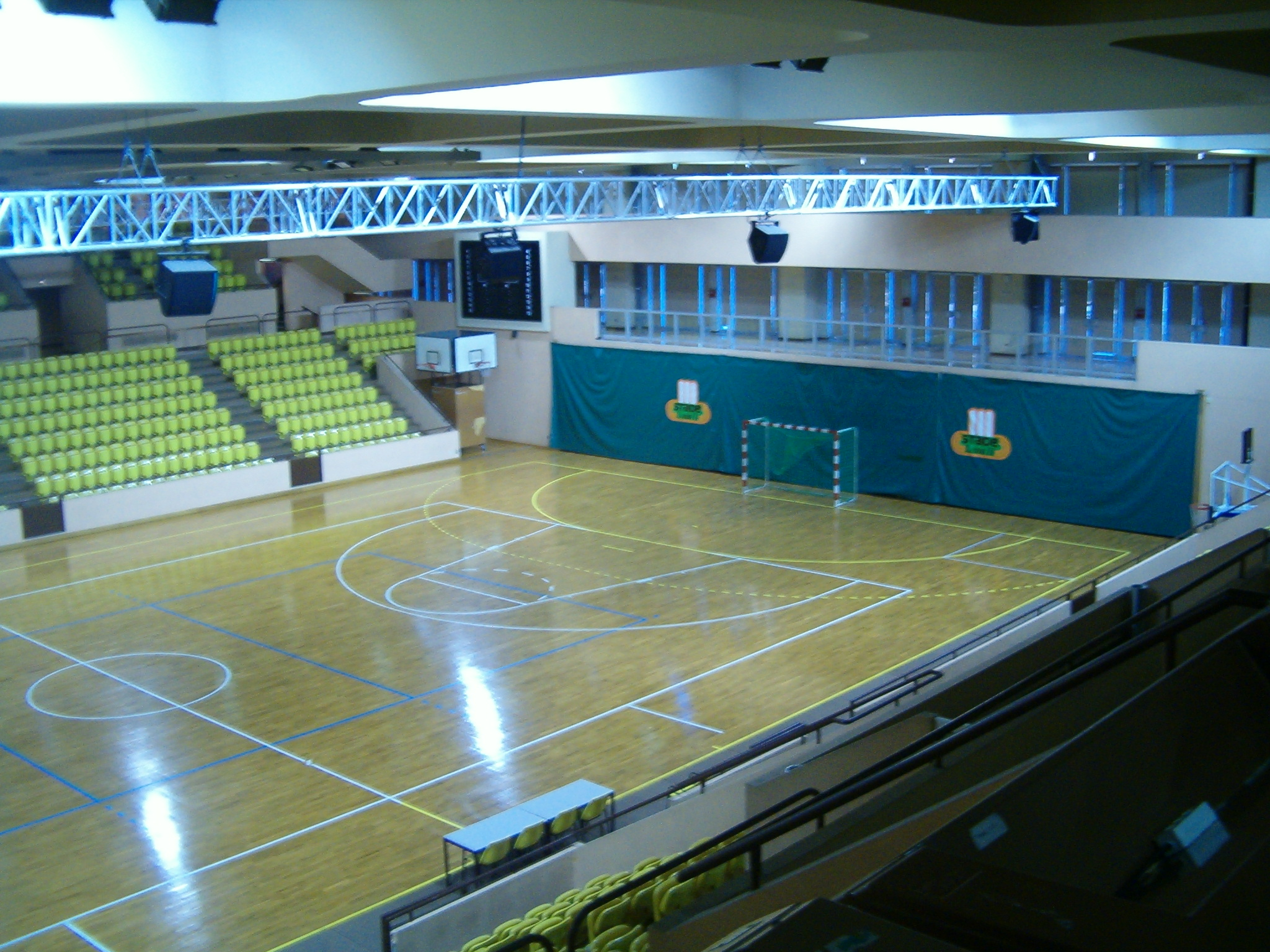
Зал вересень 2007

Зал було відкрито в 1985 році в присутності принца Реньє III. Він названий на честь монегаського спортсмена Гастона Медесіна (1901—1983), який брав участь у літніх Олімпійських іграх 1924 та 1928 років, у стрибках у довжину і в десятиборстві відповідно.
Це домашня арена баскетбольної команди «Монако» з французької LNB Pro A, а також інших команд цього клубу. Спортивна арена розташована в центрі спортивного комплексу під ігровим полем футбольного стадіону «Стад Луї II» футбольного клубу «Монако». У 2016 році зал було розширено з 2 500 до 2 840 місць (для баскетбольних матчів). Зал в основному використовується для гри в баскетбол, волейбол і гандбол. В інших приміщеннях комплексу можна займатися такими видами спорту, як сквош, дзюдо, джиу-джитсу, айкідо, фехтування, настільний теніс, стрільба з лука, бокс, кікбоксинг, важка атлетика, художня гімнастика, гімнастика та танці, а також шкільні види спорту.
У 1992 році команда мрії США, до складу якої входили Майкл Джордан, Меджик Джонсон і Ларрі Бердом, зіграла контрольний матч в залі Гастон Медесіна проти Франції перед літніми Олімпійськими іграми та перемогла з рахунком 111:71. Зал був реконструйований у 2014 та 2015 роках.
«Монако» пройшов кваліфікацію до Євроліги 2021/22. Згідно з регламентом змагань, майданчик вміщати щонайменше 5000 глядачів. Альтернативним місцем розглядалася «Азур Арена Антіб» на 5 249 місць в Антібі, що за 45 кілометрів. У клубі все ж сподівалися на виняток, адже під час пандемії COVID-19 не так багато місць можна заповнити.
З вересня 2022 року, після літнього ремонту, спеціально до Євроліги, зал налічує 4 600 місць для баскетболу. Раніше було 3 400 місць.
Після цього місткість арени знову збільшили до 5000.